# Perafita (Portugal)
Perafita is een plaats (freguesia) in de Portugese gemeente Matosinhos en telt 12.298 inwoners (2001).